# 火星酸素現地資源利用実験

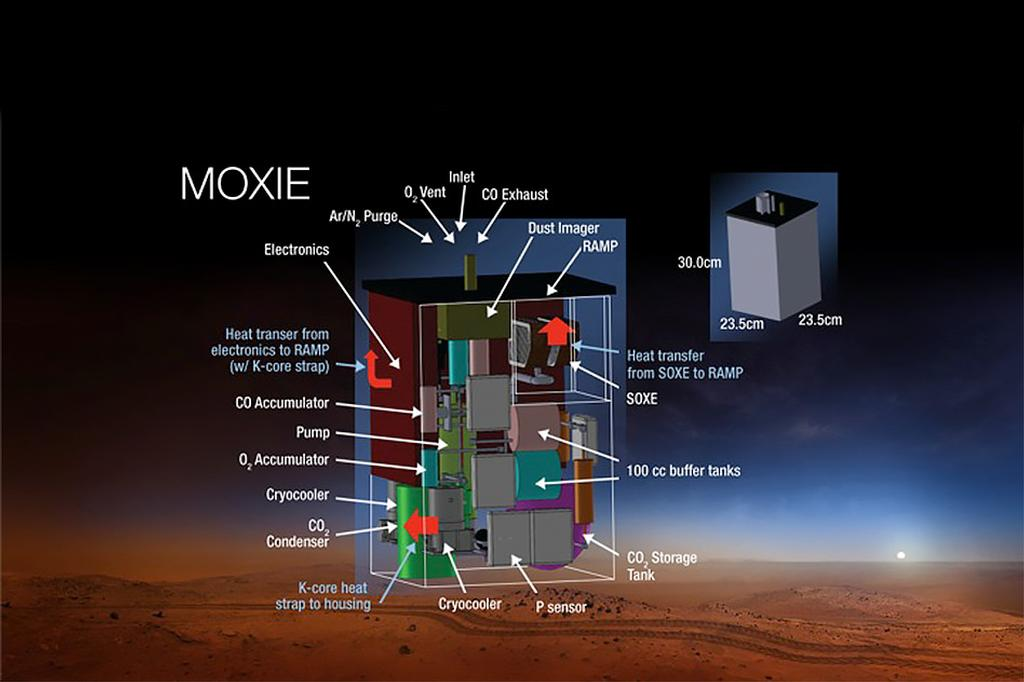
MOXIE（火星酸素現地資源利用実験）は、固体酸化物電解と呼ばれるプロセスで、二酸化炭素に富む95％火星大気から(O_{2})を分離する実験的な酸素生成装置。

火星酸素現地資源利用実験（かせいさんそげんちしげんりようじっけん、英語: Mars Oxygen ISRU Experiment（MOXIE））は、火星での酸素生成を調査するNASAの火星2020ローバパーサヴィアランスによる技術デモンストレーション。

## 概要
2021年4月20日、MOXIEは、固体酸化物電解槽セルを使用して火星大気中の二酸化炭素から酸素を生成した。これは、人間が使用するために別の惑星から天然資源を抽出した最初の実験である。この技術は、有人火星探査任務で使用するためにスケールアップして、呼吸用の酸素、酸化剤、および推進剤を提供することができる。生成された酸素と水素を組み合わせることによって水を生成することもできる。
この実験は、マサチューセッツ工科大学、ヘイスタック天文台、NASA/カリフォルニア工科大学ジェット推進研究所、およびその他の機関の共同作業であった。

## 目的
6–10グラム毎時間 (0.21–0.35 oz/h)速度で少なくとも98％の純度の酸素を生成する。そして、これを少なくとも10回行うことで、デバイスは夜間を含む1日のさまざまな時間帯、および砂嵐中を含むほとんどの環境条件でテストが可能である。

## 開発
MOXIEは、以前の実験である火星現地推進剤製造前駆体（英語: Mars In-situ propellant production Precursor（MIP））に基づいて構築されている。これは、マーズ・サーベイヤー2001ランダーミッションで飛行するように設計、構築。MIPは、二酸化炭素の電気分解を使用して酸素を生成する実験室規模でのIn-Situ推進剤製造（ISPP）を実証することを目的としていた。マーズ・ポーラー・ランダーミッションが失敗した後、マーズ・サーベイヤー2001ランダーミッションがキャンセルされたため、MIP飛行のデモンストレーションは延期された。
MOXIEの主任研究者（PI）は、マサチューセッツ工科大学（MIT）のヘイスタック天文台のマイケル・ヘクト。副PIは、MITの航空宇宙工学科の元NASA宇宙飛行士ジェフリー・ホフマン。プロジェクトマネージャーは、NASA/Caltech ジェット推進研究所（JPL）のジェフ・メルストロム。MITとJPLとともに、主要な貢献者はOxEonエナジー（以前はCoorsTek）とエアースクエアド。他の寄稿者には、インペリアル・カレッジ・ロンドン、スペースエクスプロレーションインスツルメンツLLC、デスティニースペースシステムズLLC、コペンハーゲン大学のニールスボーア研究所、アリゾナ州立大学、デンマーク工科大学が含まれる。